# José Berríos
José Berríos (Bayamón, Puerto Rico, 27 de mayo de 1994) es un jugador profesional puertorriqueño de béisbol que se desempeña en la posición de lanzador en Toronto Blue Jays, equipo de las Grandes Ligas de Béisbol (MLB).

## Carrera
Fue seleccionado en la primera ronda en el Draft de la MLB de 2012. En 2016 hizo su debut profesional con el equipo Minnesota Twins, en el cual jugó seis temporadas (2016-2021), después pasó a Toronto Blue Jays, donde lleva jugando cuatro temporadas.